# Андонис Манитакис
Андонис Манитакис (на гръцки: Αντώνης Μανιτάκης) е гръцки професор и политик, временен министър на вътрешните работи и административната реформа в периода 2012 – 2015 г.

## Биография

### Образование и младежки години
Роден е на 23 май 1944 г. в Солун, Гърция. Завършва право в Юридическия факултет на Солунския университет и получава докторска степен в Свободния университет в Брюксел. Завръща се в родния си град и започва работа като професор в правния университет, където преподава конституционно право на мястото на неговия учител Аристовулос Манесис.
През академичната си кариер Манитакис е декан на университета по право и политически науки и също гостуващ професор на Университетета на Монпелие (1987), Западнопарижкия университет (1989), Университета „Ла Сапиенца“ (1994) и на Нантския университет (2002). През 2004 – 2010 г. преподава европейско конституционно право в Юридическия факултет на Монпелийския правен университет. Награждаван е през 2007 г. за преподаване на необикновено университетско обучение от президента на Гърция Каролос Папуляс.
В периода 1997 – 1999 г. е заместник-председател на Националния съвет за радио и телевизия.

### Политическа дейност
През май 2012 г. Манитакис е избран за временен министър на вътрешните работи в правителството на Панайотис Пикраменос. През юни на същата година влиза по инициатива на Демократичната левица в правителството на Андонис Самарас като министър на административната реформа и електронното управление.
От април 2014 г. работи като декан на Юридическия факултет на Неаполиския университет в Кипър.